# Бережний Сергій Валерійович
Сергій Валерійович Бережний (нар. 16 грудня 1966, місто Севастополь, Українська РСР) — український журналіст, літератор та перекладач. Живе в Києві. Працює журналістом у новинному агентстві ЛІГА.net.

## Біографія
Сергій Бережний народився 16 грудня 1966 року в Севастополі. З 1984 по 1989 рік навчався у Севастопольському приладобудівному інституті за спеціальністю «електронно-обчислювальні машини». З 1984 року перебував у севастопольському клубі любителів фантастики «Сталкер», клубі самодіяльної пісні «Ахтіар» та Студентському театрі естрадних мініатюр СПІ (СТЕМ). Як актор Стему брав участь у восьми постановках; їздив з театром на фестиваль Стемів до Мінська в 1989 році з виставою «Казки H-ського лісу». Вистава на фестивалі посіла перше місце. З інституту пішов за власним бажанням у 1988 році, ще рік працював лаборантом на кафедрі.

### «Фантастична» діяльність
У тому ж 1988 році Сергій Бережний організував разом з Андрієм Чертковим севастопольський клуб любителів фантастики «Атлантіс». А з початку 1989 року працював його керівником.
Брав участь у створенні та виданні фензина «Оверсан» (1988—1989, редактор Андрій Чертков).
У 1989 році почав видання ньюслеттера «Оверсан-Інформ», в 1990 — фензина «Фензор». Був членом редколегій фензинів:
- «АБС-Панорама» (1989, редактор Вадим Козаков, Саратов),
- «Сізіф» (1990—1991, редактор Андрій Ніколаєв, Ленінград), журналу «Интеркомъ» (1991—1994, редактор Андрій Чертков, Санкт-Петербург). Редагував професійний альманах фантастики «Z. E. T.» (1992, Дніпропетровськ—Севастополь — вийшов тільки один «пілотний» номер).

У 1993—1994 роках Сергій Бережний — універсальний співробітник щотижневої «Севастопольської газети»:
| - репортер, | - колумніст, | - політичний оглядач, | - технічний редактор. |

### У Санкт-Петербурзі
У 1994 році Сергій Бережний переїхав до Санкт-Петербурга. Працював редактором у видавництві «Terra Fantastica», літературним представником низки вітчизняних письменників-фантастів. Спільно з Андрієм Ніколаєвим випускав фензини «Оберхам» (1991; 1994) і «Двісті» (1994—1996). З моменту заснування інтернет-магазину «оЗон» працював у цьому проекті — спочатку редактором книжкового відділу, а потім директором з розвитку. У лютому 2001 року покинув проект разом зі всієї інформаційною редакцією і перейшов на роботу до петербурзької компанії «Internet Projects», а з березня 2002 року працював провідним редактором дайвінг-порталу «Барракуда». У червні 2003 року перейшов на роботу в групу по розробці проекту PixArt менеджером по створенню і розвитку. З листопада 2004 року по вересень 2007 року працював на посаді завідувача однієї з редакцій видавництва «Амфора».
Автор критичних, публіцистичних та аналітичних робіт, опублікованих у періодиці, зокрема в журналах:
| - «Нева», - «Новий світ», - «Якщо», - «Світ фантастики», - «Зоряна дорога», | - «Світ Internet», - «ПитерВоок», - «Полудень. XXI століття», - «[про] Справжнє кіно», - «Mr. First», | - «Total DVD», - «FANтастика», - «Locus» (США), - «Тера фантастика» (Болгарія), |

в газетах:
| - «Книжное обозрение», | - «ExLibris — НГ» | - та інших, |

передмов і післямов до книжок сучасних вітчизняних письменників. Публікувався також під псевдонімами:
| - А. Берест (переклади зарубіжної фантастики), - П. Верлухін, - А. Костилін, - Р. Лапчатая, - Сергій Паншин, - Андрій Паровозов, | - А. Привалов, - М. Стендаль, - Олексій Д. Садецкий, - А. С. Берник (спільно з Андрієм Ніколаєвим), - М. Щукораков (спільно з Андрієм Ніколаєвим). |

Сергій Валерійович опублікував (під псевдонімом «Сергій Стрілецький») декілька коротких оповідань і дві новелізації серіалу «Секретні матеріали»:
| - «Выползень» | та | - «Останнє полювання». |

### Фідонет
В період своєї активності у Фідонеті створив ехоконференції RU.SF.NEWS та PVT.NIICHAVO, тоді ж запустив проекти «Бібліотека Камелота» (файлова колекція вітчизняної фантастики) і «Кур'єр SF».

### Інша діяльність
Учасник семінару Бориса Стругацького.
Член журі «АБС-премії» (Міжнародна літературна премія у сфері фантастики імені А. і Б. Стругацьких) з 1999 року по 2012 рік.

### Особисте життя
З 1989 року одружений з Наталією Бережною, батько Анастасії Бережної.

## Премії
- Премія СОЦКОНу 1989 року за внесок у розвиток фандому і створення фензина «Оверсан» (спільно з Андрієм Чертковим)
- Премія Фонду Фантастики 1990 року за випуск ньюслеттера «Оверсан-Інформ»
- Премія імені В. І. Бугрова 2005 року (премія фестивалю «Аеліта»)[3]
- Спеціальна премія «Портал» 2005 року
- Нагорода «Зірка фендому» конвенту «Інтерпресскон» 2010 року[4]